# Reichsexekution

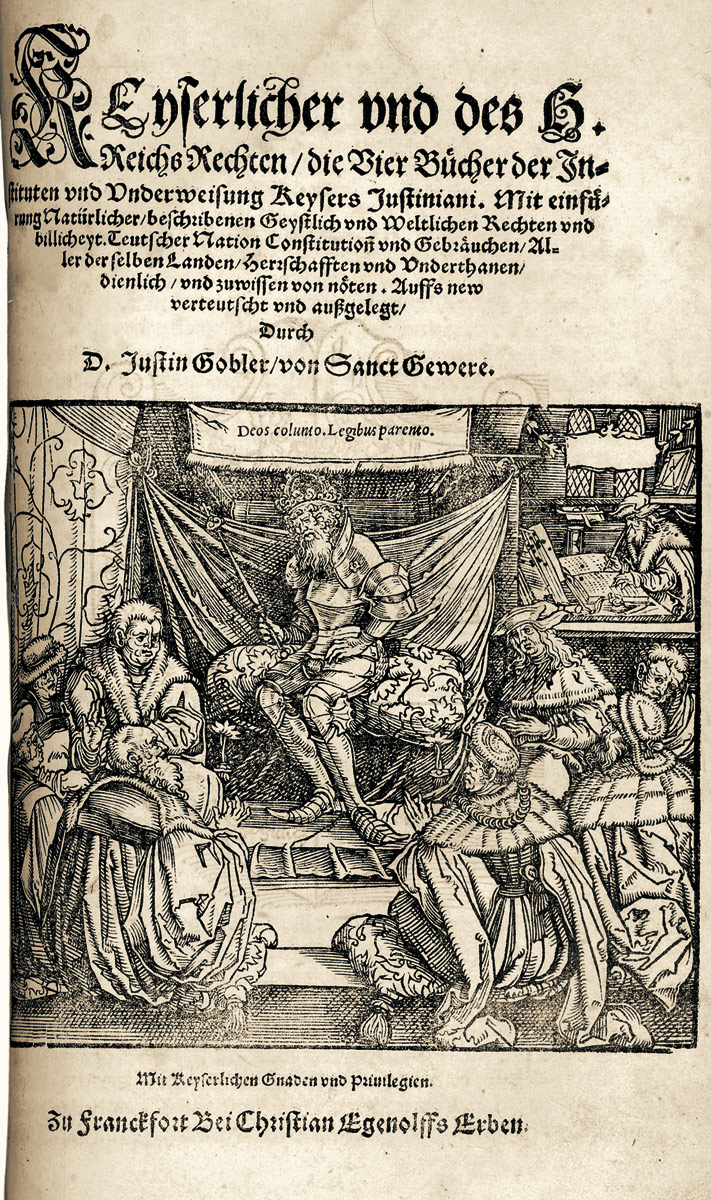
Justin Göbler, Keyserlicher vnd des H. Reichs Rechten (Traité des droits de l’empereur et du Saint-Empire), 1557.

La Reichsexekution ou exécution d'Empire est une disposition légale en vigueur dans le Saint-Empire germanique (962 - 1806) qui permet à l'empereur de suspendre les droits d'un État membre et d'engager une intervention militaire contre lui. Des mesures similaires ont été appliquées dans la Confédération germanique au XIXe siècle (Bundesexekution) et sous la république de Weimar au XXe siècle.

## Saint-Empire

Le chevalier Götz von Berlichingen devant le magistrat impérial, dessin de Richard Parkes Bonington, 1802-1828.

La Diète d'Empire, réunissant les représentants des États membres, dans sa session de Worms en 1495 à la demande de l'empereur Maximilien Ier, promulgue la loi de paix perpétuelle (Ewiger Landfriede) qui autorise l'empereur à agir contre quiconque troublerait la paix de l'Empire. Cette disposition est précisée par les ordonnances impériales de 1512 et 1555. Après un jugement prononcé par un des deux tribunaux impériaux, la Chambre impériale ou le Conseil aulique, l'empereur peut demander à un ou plusieurs États appartenant au même cercle impérial d'agir contre le contrevenant. Si ce n'est pas suffisant, il peut faire appel aux cercles voisins puis engager une « guerre d'exécution » (Exekutionskrieg ou Reichsexekutionskrieg) en convoquant l'armée du Saint-Empire. La Reichsexekution peut servir à appliquer une mise au ban de l'Empire (Reichsacht).
À partir des traités de Westphalie (1648), la convocation de l'armée de l'Empire requiert l'approbation de la Diète.
Plusieurs ordres de Reichsexekution sont promulgués sous le Saint Empire, notamment :
- 1514 : contre le chevalier Götz von Berlichingen.
- 1535 : contre la république anabaptiste de Münster.
- 1546 : contre la ligue de Smalkalde, conduisant à la guerre de Smalkalde contre les princes protestants
- 1566 : contre Jean-Frédéric II de Saxe.
- 1607 : contre la ville libre d'Empire de Donauworth.
- 1620 : contre Frédéric V du Palatinat pendant la guerre de Trente Ans[2].
- 1675 : contre le duché de Brême-et-Verden appartenant au roi de Suède, entraînant la campagne de Brême et Verden (en) (1675-1676).
- 1708 : contre la ville libre de Hambourg.
- 1719 : contre le duc Charles-Léopold de Mecklembourg-Schwerin[3].
- 1757 : contre Frédéric II de Prusse pendant la guerre de Sept Ans.
- 1789 : contre la République liégeoise.

Reichsexekution sous le Saint-Empire
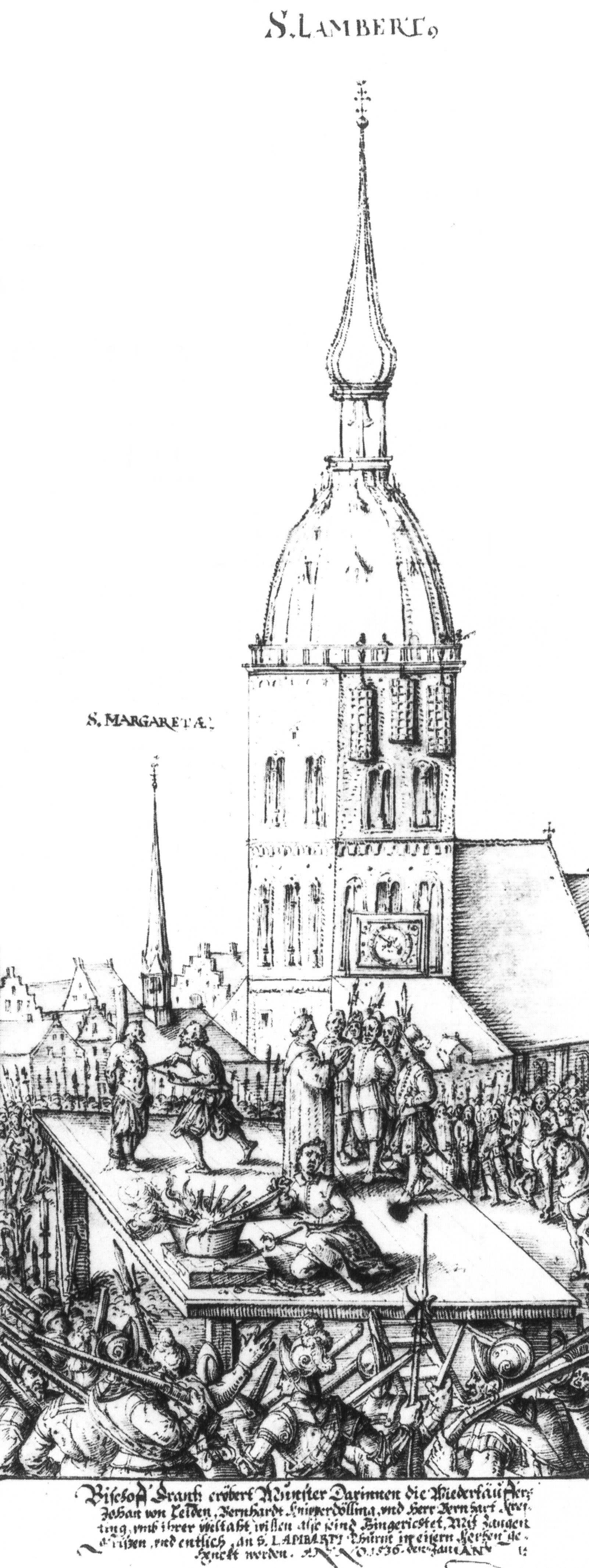
Exécution des rebelles anabaptistes à Münster en 1535, gravure allemande de 1607.
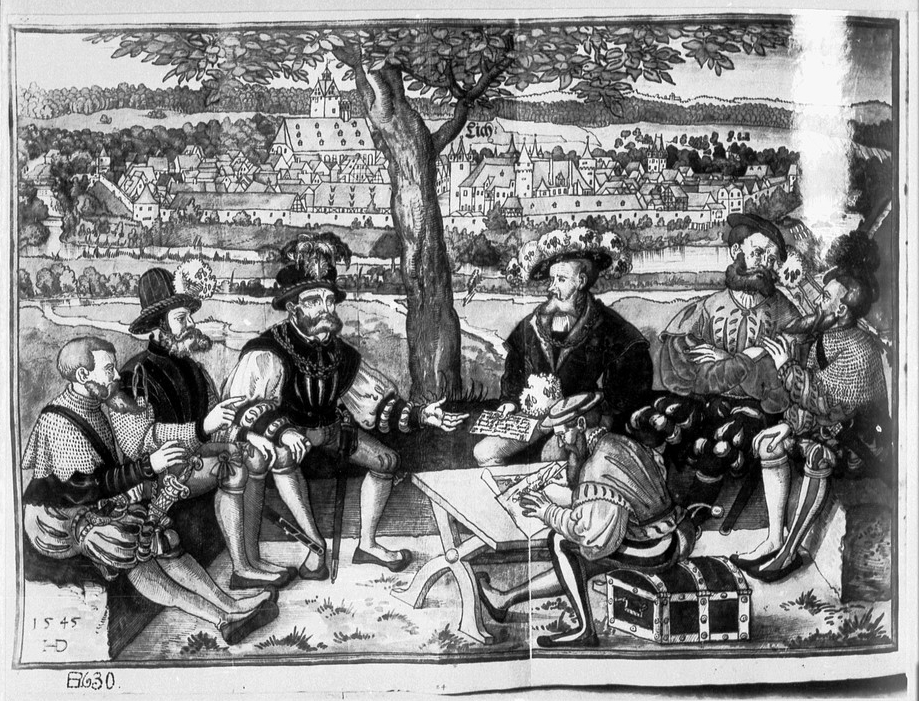
Conseil des princes de la ligue de Smalkalde par Hans Döring, 1546.
Siège de Donauworth par l'armée suédoise, 1632.
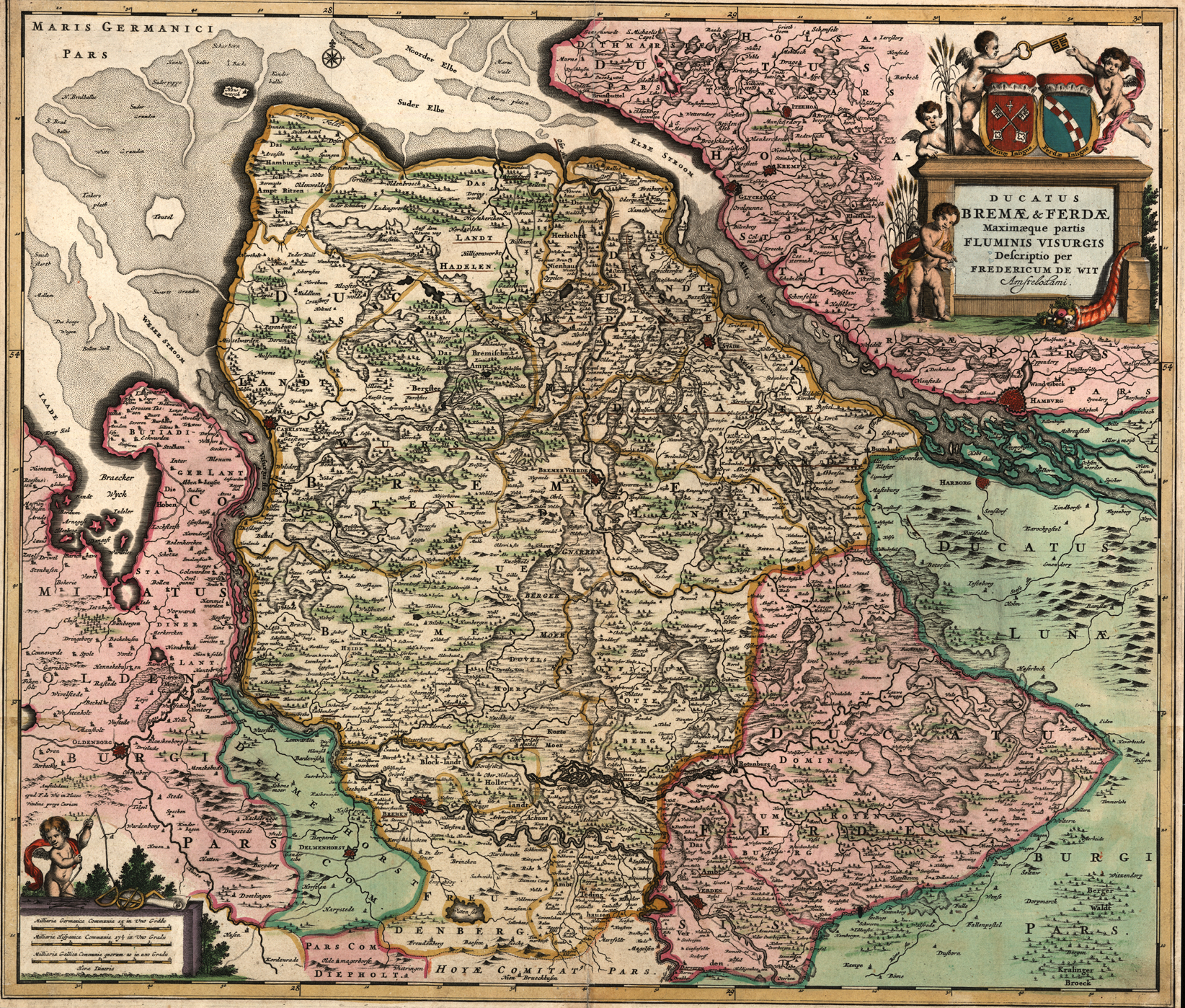
Duché de Brême-et-Verden, carte de 1655.
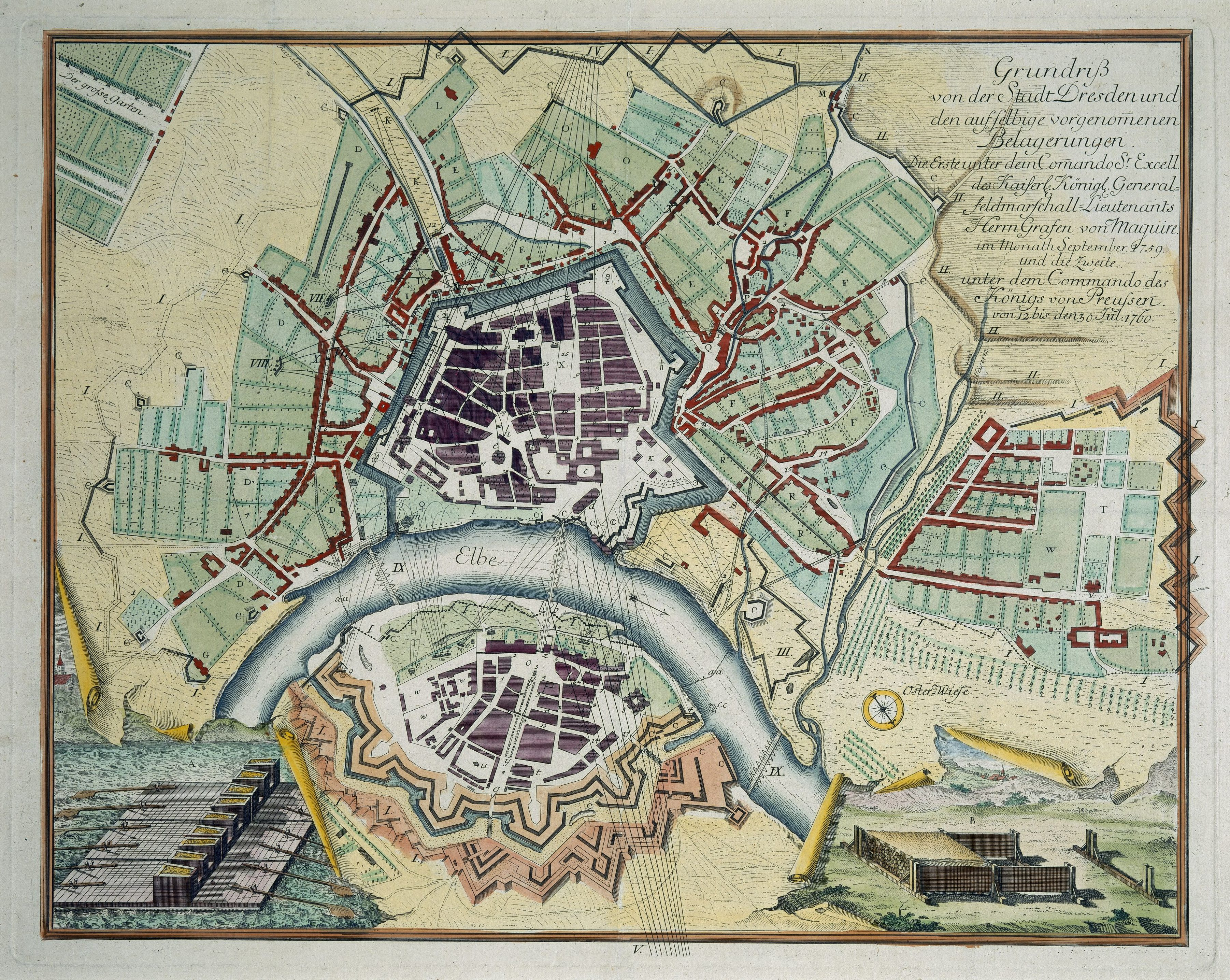
Siège de Dresde par l'armée prussienne de Frédéric II, 1760.
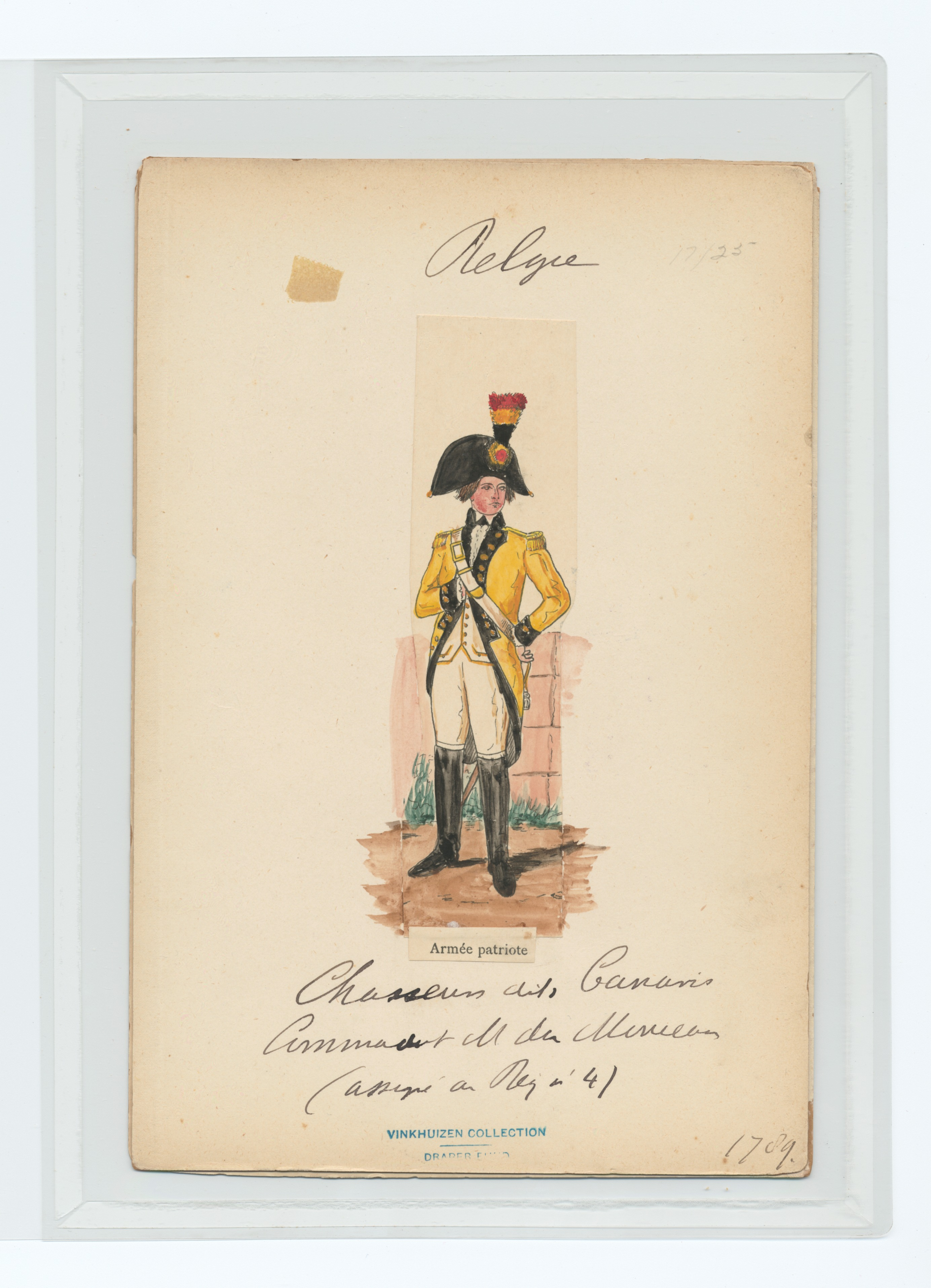
Officier de l'Armée patriote de la République liégeoise, 1789.

## Confédération germanique, révolution de mars et unité allemande

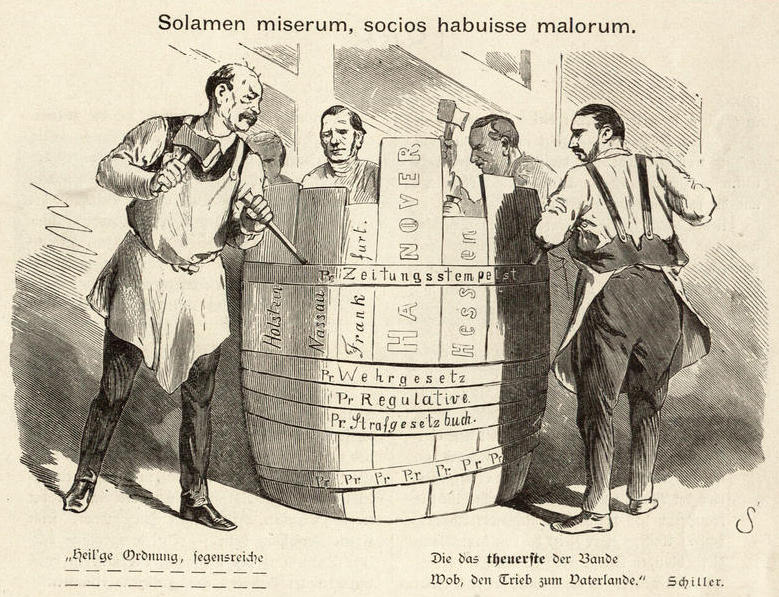
Le chancelier prussien Bismarck imposant la loi prussienne aux États allemands annexés, caricature allemande du Kladderadatsch, 1867.

La Confédération germanique, instituée par le traité de Vienne de 1815 et son acte additionnel (Wiener Schlussakte (de)) de 1820, prévoit, dans son article 26, la possibilité d'une exécution confédérale (Bundesexekution (de)) contre un État membre. Cette disposition est appliquée plusieurs fois :
- 1830 : contre Charles II de Brunswick qui refusait d'appliquer la constitution promulguée en son nom par son tuteur, George IV du Royaume-Uni.
- 1834 : contre la Ville libre de Francfort pendant la tentative révolutionnaire de la Frankfurter Wachensturm.
- 1863 : contre le Danemark qui refuse de reconnaître les droits des duchés allemands de Schleswig et Holstein, entraînant la guerre des Duchés.
- 1866 : contre la Prusse qui s'oppose à l'Autriche dans l'administration des duchés. L'assemblée confédérale vote la Bundesexekution le 14 juin 1866 et rejette le mémoire justificatif de la Prusse le 16 juin, entraînant la guerre austro-prussienne et la dissolution de la Confédération, proclamée le 24 août[4]. Plusieurs États allemands alliés de la Prusse refusent l'ordre de Bundesexekution et forment avec celle-ci la Confédération de l'Allemagne du Nord[5].

Aucune mesure confédérale de Bundesexekution n'est prise pendant les révolutions allemandes de 1848-1849. Les délégués nationalistes libéraux du Parlement de Francfort (mai 1848 - mai 1849) promulguent une constitution qui rétablit le droit de Reichsexekution mais n'entre jamais en vigueur sauf, de façon ponctuelle, lorsque le Parlement envoie un commissaire d'Empire (Reichskommissar) avec 700 soldats dans le landgraviat de Hesse-Hombourg, le 7 mai 1849, pour faire appliquer une ordonnance de fermeture des casinos.
Les dispositions similaires prévues par les constitutions de la Confédération de l'Allemagne du Nord (Bundesexekution) et de l'Empire allemand (Reichsexekution) ne sont jamais appliquées. Dans la constitution bismarckienne de 1871, elle fait l'objet de l'article 19 : elle doit être ordonnée par la chambre haute du parlement, le Bundesrat.

## République de Weimar

États de la République de Weimar en 1925.

Sous la république de Weimar (1918-1933), l'article 48, paragraphe 1 de la constitution de Weimar prévoit le droit de Reichsexekution. Il est appliqué à plusieurs reprises, :
- 1920 : contre la Thuringe et la Saxe-Gotha.
- 1923 : contre l'État libre de Saxe quand le chancelier Gustav Stresemann dissout le gouvernement de coalition des sociaux-démocrates et des communistes à la suite de l'Octobre allemand.
- 1932 : contre l'État libre de Prusse lors du coup de Prusse.

L'autonomie des États est abolie de fait sous le Troisième Reich lors de la Gleichschaltung (« mise au pas ») de 1934.

## Littérature
Goethe, dans son drame Götz von Berlichingen (1773), évoque la mesure de Reichsexekution prise contre le personnage éponyme :
« GÖTZ : Lis la lettre édifiante : l'Empereur a ordonné une exécution contre moi qui demande de découper ma chair en morceaux pour la donner aux oiseaux sous le ciel et aux bêtes dans les champs. »

## Sources et bibliographie
- (en) Cet article est partiellement ou en totalité issu de l’article de Wikipédia en anglais intitulé « Reichsexekution » (voir la liste des auteurs) dans sa version du 16 avril 2018.
- Sébastien Schick, "Reichsexekution", in Falk Bretschneider and Christophe Duhamelle (eds.), « Les mots du Saint-Empire » – un glossaire, Histoire du Saint-Empire: regards croisés franco-allemands, 2014
- Tim Ostermann, Die verfassungsrechtliche Stellung des Deutschen Kaisers nach der Reichsverfassung von 1871, Peter Lang, 2009